# 偉龍馬路夾心房屋項目
偉龍馬路夾心房屋項目是位於澳門氹仔偉龍馬路的一個大型綜合住宅項目，同時是澳門首個夾心階層房屋項目，分別名為“1c”地段、“2”地段、“3”地段、“4”地段及“5”地段土地，目前處於規劃階段當中。該項目用地前身為大型私人住宅項目“御海·南灣”，由於用地涉及歐文龍貪污案，澳門特別行政區政府於2012年至2013年期間依法收回有關土地，並同時宣佈相關於2011年公佈的修改批給之批示行為無效。2016年，政府對偉龍馬路被收回土地計劃興建公共房屋，計劃提供8,000個單位，建議每座樓宇限高155米。2022年8月，行政長官賀一誠出席立法會答問時表示，偉龍馬路公屋項目經為夾心階層房屋，他指，基於程序問題，需要完成早前批出的合約，稍後再調整有關設計。夾屋與公屋T1、2面積不同，廳及房間都需要大些，按私樓要求面積作規劃，整體供應數目上需要作出調整，他希望可供應的單位不會有大數量的減少。

## 歷史

### 收地過程
2012年6月18日，行政長官崔世安對氹仔偉龍馬路五幅涉及不法行為的土地同意批准展開程序，宣告於2006年確認同意土地轉讓及土地批給合同相關修改的行為無效。 土地工務運輸局已展開宣告有關行為無效的程序，利害關係人收到預先聽證通知書15日内可發表書面意見。
2012年8月8日，行政長官宣告於2006年3月17日確認同意轉讓氹仔偉龍馬路和雞頸馬路的五幅地段的批給合同所生的權利轉讓予Moon Ocean, Ltd.和修改批給合同的行為無效。該決定已透過第38/2012號運輸工務司司長批示向外公佈。
2013年4月17日，原御海南灣地段被政府正式宣布無效，相關土地已被登記為政府土地，當時土地用途未作決定。

### 落實興建公共房屋
2016年6月22日，終審法院駁回“御海·南灣”發展商之上訴並維持土地轉讓無效之決定，而相關土地正式收歸國有。澳門特別行政區政府決定將有關收回土地用作公共用途，並優先考慮公共房屋的建設。
2016年11月15日，第四任行政長官崔世安發表澳門特別行政區《2017年財政年度施政報告》，其中提到只新增8,000個位於偉龍馬路的公屋地段單位。
2017年5月26日，對於政府決定於偉龍馬路收回地段興建8,000個公屋單位，但該地段及周邊沒有任何公共設施，又鄰近機場及垃圾焚化中心等，引起社會關注。運輸工務司司長羅立文出席立法會全體會議回應時表示，建設發展辦公室將於短期內就偉龍馬路規劃興建公屋的環評招標，研究範圍包括噪音、垃圾焚化中心和污水處理廠的影響及風向流動等，亦會研究整體道路網、交通、社會及其他設施需求等，建設發展辦公室現正準備招標文件。
2017年10月9日，政府公報刊登行政長官批示，許可與艾奕康澳門有限公司訂立提供「氹仔偉龍馬路公共房屋建造工程——實施性研究」服務的合同。根據建設辦資料，相關服務合同以詢價招標方式批出，合同期限為290日，價格達到1,590萬元。
2018年4月17日，第四任行政長官崔世安表示，計劃於偉龍馬路地段興建6,500個經濟房屋單位，分4階段規劃，其中1、2階段已完成，第3階段規劃計劃年內開展。其屬性定位為經濟房屋。

### 前期工作及規劃
2019年9月，澳門特別行政區政府就氹仔偉龍馬路公共房屋項目前期工程招標，主要涉及土地平整及準備工作，工程最長施工期180工作天。前期工程包括清理樹木及建築廢料、修補圍網、移植樹木、地形測量、開闢臨時行車及行人道路及抽除現有基坑的積水等等，為下一階段的地質鑽探及設計招標工作創造條件。同年9月26日，政府就「氹仔偉龍馬路公共房屋建造工程 - 場地平整」進行公開開標，共收到15份標書，最長施工期為180工作天。經開標程序後，所收到的15份標書中，2份標書不被接納，其餘獲接納。工程造價介乎澳門幣380多萬至澳門幣790多萬，工期由139工作天至170工作天。工程主要對氹仔偉龍馬路一幅面積約8.3公頃的公共房屋用地進行前期的土地平整及準備工作，包括清理樹木及建築廢料、修補圍網、移植樹木、地形測量、開闢臨時行車及行人道路及抽除現有基坑的積水等等，為下一階段的地質鑽探及設計招標工作創造條件。
2020年5月6日，運輸工務司司長羅立文出席運輸工務司領域2020年度施政方針政策辯論時表示，偉龍馬路經屋項目的第一期設計判給將於同年展開，總單位約6,500個。
2020年8月17日，政府就氹仔偉龍馬路公共房屋建造工程 - 斜坡整治設計連建造工程(第一期)進行公開開標，共收到17份標書。經開標程序後，所收到的17份標書中，15份標書被接納，2份有條件被接納，但需在指定日期內補交文件。工程造價介乎澳門幣四千三百八十多萬至澳門幣八千九百五十多萬，工期由275工作天至650工作天。預計2021年上半年動工。工程主要為氹仔偉龍馬路公共房屋地段，靠雞頸馬路的兩幅總面積約一萬四千平方米立面的天然斜坡及已峭人造斜坡進行整體景觀、排水與綠化等整治。工程分兩期進行，第一期先對斜坡整體穩定性進行檢查、整治以及加固等處理，而第二期整治工作稍後亦會有序推進。
2020年10月13日，政府就夾心階層住房方案進行為期60日公開咨詢。關於「夾心階層」的定義，諮詢文本提出兩個建議，其一是超出經屋申請收入上限的本地居民，或經屋申請排序較後的本地居民。好處是兼顧排在「隊尾」的經屋申請者，紓緩經屋大量需求；給予部分收入較高的經屋申請者多一個置業選擇；而弊處則是可能出現同時申請「夾屋」和經屋。
2021年2月22日，運輸工務司司長羅立文表示，偉龍馬路公屋項目在原規劃方案中增加兩個備選方案，一是單位數目減少至4,800至5,300個，塔樓以東西向排列；二是單位由原本6,000個減少至約4,000個，塔樓以南北向排列。預計年內可完成相關評估程序，當中有環境評估、附近垃圾焚化爐評估以及通風等各方面評估。

### 改規劃作夾心階段房屋
2021年12月3日，運輸工務司司長羅立文在出席立法會運輸工務範疇施政辯論在引介中提到於2022年完成《夾心房屋法律制度》草案，而政府亦考慮將偉龍馬路的公共房屋項目轉為「夾屋」。同時承認偉龍馬路公屋項目規劃處於暫停狀態。
2021年12月16日，澳門特區政府正式公佈《澳門特別行政區經濟和社會發展第二個五年規劃（2021-2025年）》。當中提到在不影響現有公屋建設的前提下，在國有土地中規劃「夾屋」的用地，於2022年至2027年間陸續啟動興建約7,000至1萬個「夾屋」單位，並開展相關法律制度的建設。
2022年1月31日，政策研究和區域發展局公佈《澳門特別行政區居住用途房屋政策研究》。研究推算出五階梯房屋，即社屋、經屋、夾屋、長者公寓以及私人房屋的未來的需求數量。當中計劃在未來五年（2022年至2027年）建設7,000至10,000個夾屋單位。研究推算出由現在至2025年及2030年夾心房屋的需求數量分別為5,400間（2025年）及10,100間（2030年），並爭取在第五屆澳門特區政府內推出先導性夾心房屋計劃。
2022年7月28日，政府公佈偉龍公屋工程有兩個項目— —偉龍公屋公共設施大樓及偉龍公屋第一期的建造進展顯示為「暫時攔置」。
2022年8月9日，第五任行政長官賀一誠列席立法會全體會議回應議員關注房屋問題提問時強調，位於偉龍馬路的公共房屋項目地段落實改為規劃「夾屋」，單位總量希望可在維持4,000多個或稍為下調，並計劃同年年底前將有關法案到立法會審議。賀一誠又表示，偉龍馬路公屋項目改為夾屋項目原因是該處交通便利，而大部分年青人在路氹金光大道一帶工作，故此先行先試。
2022年11月11日，澳門特別行政區行政會完成討論《夾心房屋法律制度》法案，計劃設16年禁售期，諮詢意見建議價格約為私樓六至七成，申請人須為澳門永久居民，連同家團申請人須年滿18歲，個人申請人須年滿23歲；申請前需十年內不曾擁有物業；曾經取得夾屋、經屋或享受四厘利息補貼均不得申請。在申請人資產限額方面，收入下限將按照經屋申請收入上限的五成，而收入上限則高於經屋申請上限一成。
2022年12月12日，立法會全體會議一般性通過《夾心房屋法律制度》法案，申請家團的收入及資產限額下限將按照經屋申請收入上限 50%，而收入上限則高於經屋申請上限 10%。夾心房屋申請資格方面，申請人須為澳門永久性居民，連同家團申請人須年滿 18歲，個人申請人須年滿 23歲，申請前 10年內不得或不曾在本澳擁有物業。羅立文又指，其中一至 四人家團可申請兩房，三人或以上家團可申請三房，家團可因應經濟狀況申請合適的單位，同時由於相信申請人為年輕人，夾屋只接受電子申請。
2023年5月10日，土地工務局公示偉龍馬路夾心房屋項目草案，是根據2017年發出公屋的規劃條件圖作修改，樓高由150米，改為面向偉龍馬路的A地塊最大許可高度為海拔90米，向雞頸馬路的B地塊為海拔110米。草案建議，如不能符合塔樓之間的距離不少於塔樓高度之六分之一等條件，在遞交工程計劃草案時，須一併呈交“空氣流通”的評估報告供相關部門審核。同時建議須於地面層設巴士轉乘站，地段內設公共停車場，以及必與做好公共綠化處理措施等。
2023年5月31日，澳門城市規劃委員會討論該項目草案中的規劃條件圖。會上多名委員關注交通配套問題，擔心交通不便令夾屋項目成“孤島”。在場的土地工務局代表表示會有相應交通配套，如巴士轉乘站，亦有天橋接駁偉龍馬路、科大、機場，但該階段不會在草案顯示。而建築興建高度因應周邊環境降低，未來工程設計會考慮兩側樓宇結構對大潭山隧道的影響。
2023年8月8日，澳門立法會細則性通過《夾心房屋法律制度》法案，將於2024年4月1日起生效。夾屋售價日後由行政長官批示訂定，以參考鄰近區份私樓價格作參考，以及會作出補貼折扣，設有16年禁售期（轉售對象僅限澳門永久居民）。偉龍夾屋地段已經完成研究、論證和環評等，將會劃分為兩份住宅標、一份基建標招標。

## 設施
據公共建設局的初步規劃介紹，偉龍夾屋內計劃設置公共停車場、巴士轉乘站及配置不少於規劃條件圖面積要求的社會設施。

## 司法訴訟
2012年6月15日，澳門特別行政區政府向香港華人置業全資附屬公司Moon Ocean發出通知，內容為偉龍馬路五幅土地批給衍生權利轉讓及相關合同的修改，通知中指出，澳門行政長官已批准展開程序，宣告澳門行政長官於二零零六年三月確認同意土地轉讓以及土地批給合同之相關修改行為無效，並將土地歸還予原承批人。華人置業和其附屬公司表示會向特區政府提出上訴。 
2012年9月5日，香港華人置業作公告對澳門政府宣佈收回偉龍馬路八幅土地加批無效作強烈反對。正就此諮詢法律意見提出司法覆核。
2013年10月10日，中級法院對第一上訴人MOON OCEAN Ltd和第二上訴人李曉燕（有關土地上正在興建樓宇單位的承諾買受人）針對行政長官於2012年8月8日批示宣告行政長官於2006年3月17日所作出的確認土地委員會的意見書的行政行為（俗稱機場對面五幅土地批給）無效而提起撤銷該行為的司法上訴一案的部份問題進行了審理。合議庭駁回MOON OCEAN和李曉燕之上訴。
2015年6月24日，MOON OCEAN就收回程序不服向中級法院上訴。中級法院強調，行政合法性是政府必須恪守的原則，一旦證實土地轉批給的過程涉及貪腐，即使公司出價再高，發展計劃對澳門再有利，也不能因此違反這首要公共利益，因此判上訴人敗訴。
2016年6月22日，Moon Ocean上訴至終審法院要求推翻行政長官批示，被終審法院駁回，指出前運輸工務司司長歐文龍收受香港商人劉鑾雄和羅傑承2,000萬港元的賄款影響土地批給，於批給程序中存有犯罪行為，繼而無效。而五幅土地共7,8789平方米，原規劃作興建澳門國際機場用地的一部分，2006年特區政府將土地轉批給在英屬處女群島註冊Moon Ocean，該公司幕後操縱老闆正是華人置業前集團主席劉鑾雄及港商羅傑承。
2017年6月，Moon Ocean公司向初級法院提起訴訟，要求間原承批公司退還合共 13.6億元的轉讓土地金額，並賠償已改善土地的開支。初級法院認為案件管轄權屬行政法院，Moon Ocean不服。中級法院在上訴中裁定，案中Moon Ocean並非向特區政府要求退還批地溢價金。雖然特區政府是其中一間原承批公司的前股東，但在這個關係上，特區政府沒有公共管理權，只是私人的合同訂立者。中級法院合議庭強調，案件討論的主要問題屬於私法關係，不是行政關係，雖然案件無可避免要評價屬於行政合同的批給土地合同無效的問題，但不能導致民事法庭對主要問題失去管轄權。
2018年4月17日，中級法院對氹仔偉龍馬路五幅土地的承批人MOON OCEAN有限公司以及三位購買了該五幅土地上御海•南灣項目樓花的預約買受人裁定敗訴。上卡人指出行政長官宣告涉案土地批給合同無效，僭越了法院的權限，存在越權瑕疵，也違反了《行政程序法典》第173條第1款的規定等。而合議庭指出，這些瑕疵僅在行政當局的自由裁量活動中才有可能存在。最終，中級法院裁定司法上訴敗訴，維持了被上訴的行政行為。

## 爭議
2010年，有澳門垃圾焚化中心的員工向傳媒指控，焚化爐排放的尾氣經常嚴重超標，卻對外謊稱達到歐盟排放標準。一年後，環境保護局以「未有確切證據證明」結案，卻遭員工質疑當局包庇。而自2011年起環境部門沒有公開焚化爐排放的相關數據。引起社會人士包括城市規劃委員會委員反對，認為偉龍馬路地段不適宜作居住用途。

### 城市規劃委員會
2016年10月31日，土地工務運輸局提出偉龍公屋規劃條件圖草案，建議在一百五十八點二米高的大潭山山腰，興建一百五十五米高的公共房屋、九十米社會及公共設施，有城市規劃委員會委員提出反對，認為塔樓群將徹底破壞大潭山南向的自然山體景觀。草案公示期間合共收到2份意見，包括降低樓宇高度、限制停車場出入口等。另外亦有不少委員就項目高度、交通及對自然生態、景觀的影響提出質疑。對於城規會反對興建樓高155米的偉龍公屋，第四任行政長官崔世安回應委員意見時強調，偉龍馬路興建公屋的決定並非倉促，而是當局順應民意，尋找珍貴的土地資源優先規劃公屋用途。重申政府將堅定解決市民對於住屋的需求，運輸工務司司長羅立文將花一段時間分析委員意見，對項目作出優化。
2017年4月5日，城市規劃委員會召開會議，新任主席兼工務局局長李燦烽首次列席，多位委員的意見主要圍繞偉龍公屋項目的限高、對大潭山景觀的影響、房屋類型、交通承載力等議題。

### 土地公社
2017年4月，「土地公社」成員蕭龍香指出，意大利有研究顯示居住在焚化爐周邊的的居民，因患肺癌致命的機會增加 6.7 倍，認為有關項目是不負責任兼草菅人命。而澳門沒有做好垃圾分類，加上公屋項目和焚化中心距離不足500米，即使建築高度下調到90米，亦會有屏風樓的問題，會增加有毒物質的停留時間。同年4月19日，一批「土地公社」成員到澳門政府總部遞信，認為偉龍地段鄰新垃圾焚化中心、機場等惡厭性設施，不宜建設長期住人設施。成員蕭龍香反駁支持興建人士指，焚化爐排放的致癌或其他有害物質會在身體內長期累積，尤其是孕婦、小孩最易受影響。
2021年2月中旬，關注團體“土地公社”表示政府規劃一再減少公屋單位，顯示政府亦意識到在垃圾焚化中心旁建公屋是有問題，認為公屋項目並非沒有替代方案，政府現時有充裕的土地資源，應該另覓適宜居住的土地興建這批公屋。加上澳門垃圾焚化中心正擴建，不認同偉龍公屋會適合居住，又指出澳門以東北風為主導風，每當澳門吹東北風時，垃圾焚化中心的污染物就會吹向科技大學（即偉龍方向），距離不足500米的偉龍公屋項目將「食到正」，而且10多幢105米高既屏風樓令污染物更加容易積聚，形成高污染既區域。而當時澳葡政府選擇北安作焚化爐目的是遠離民居，如繼續興建偉龍公屋將是不人道和殘忍。

### 社會人士反應
2017年4月9日「澳門論壇」節目中，台下出席的市民均反對興建偉龍公屋。但時任立法會民主派直選議員區錦新唱反調支持興建，而城規委委員胡玉沛表示興建偉龍公屋未必存在矛盾。身兼建築師協會會員大會主席的城市規劃委員會委員梁頌衍又認為偉龍公屋興建是迫於無奈的選擇。有市民引用2010年有傳媒揭發垃圾焚化爐的尾氣超標，甚至涉及數據造假，批評台上嘉賓支持興建偉龍公屋是不負責任。
2017年4月21日，分別有議員和傳媒追問第四任行政長官崔世安對於為何堅定興建偉龍馬路公屋，他表示是符合大眾的要求，部分議員對行政長官的回應感到意外。
2021年2月，城市規劃師林翊捷表示，「偉龍公屋項目」違反規劃原則，呼籲政府停止規劃有關項目，在土地儲備充裕的情況下，另覓適宜土地興建那批公屋單位；林翊捷指出，偉龍地段有太多先天無法解決的問題，包括空氣、噪音以及交通等等，實在不宜勉強作住宅區，現屆政府有充裕的土地儲備，應果斷地臨崖勒馬，撥亂反正，儘快另覓適合的土地興建這批公屋，同時建議將有關地段預留用作商業或其他戰略性的產業用地。另外，新澳門學社成員兼第六屆立法會直選議員蘇嘉豪表示，要想清楚的是政府而非市民，明明有其他更適宜居住的土地儲備可以替代，卻偏偏要推逾萬市民迫入一堆厭惡性設施當中，又指偉龍公屋項目兼非唯一選擇，又形容是崔世安時期的一個留下的“爛攤子”，而政府沒有公開相關垃圾焚化影響的評估報告，引起了不少爭議，又認為“可建豪宅地段為何不可建公屋”論是荒謬。

### 政府官員和部門反應
2021年初，對於「偉龍公屋項目」對面有澳門國際機場、附近有澳門垃圾焚化中心，運輸工務司司長羅立文坦言，市民申請前要考慮自己是否「受得起」周邊設施。其後於2021年2月5日，政府向立法會介紹「偉龍公屋項目」，並聽取議員意見。建設發展辦公室表示，經過交通、環境、空氣流通等有關技術評估，並根據評估結果實施一系列改善和緩解措施後，預期「偉龍公屋項目」的用地將符合技術層面的標準和要求，可建造公共房屋及公共服務設施。
2021年3月，運輸工務司司長羅立文表示偉龍馬路地段原本是私人土地住宅項目，後來政府收回土地後再決定興建公屋項目，項目是按計劃推進，而短中期公屋規劃內另有新城A區公屋讓市民選擇。
2021年4月下旬，建設發展辦公室表示當局已對偉龍公屋項目的交通、環境、風流動等進行評估，「當實施一系列改善和緩解措施後，有關用地可符合技術層面的標準和要求，以建造公共房屋及公共服務設施。」又指，環保局持續透過多方面嚴格監管焚化中心運作；同時亦委託獨立第三方檢驗機構，採用符合相關歐盟標準的採樣檢測方法對焚化中心尾氣排放的數據進行監測，檢測結果符合相關規定。